# Принцип перевертня
«При́нцип пере́вертня» (англ. The Werewolf Principle) — науково-фантастичний роман Кліффорда Сімака, завершений і вперше опублікований 1967 року.
Роман ставить питання самопізнання, обговорює поняття добра і зла, любові, волі до життя, автор розмірковує про свободу вибору і про місце людини у Всесвіті загалом.

## Сюжет
У глибинах космосу випадково знайдений чоловік, який майже втратив пам'ять. Ендрю Блейк — людина без минулого, що намагається згадати, хто він є насправді. Проте в нього немає впевненості навіть у тому, що він — людина... Блейк підозрює, що він імовірно поєднує в собі вовкоподібного інопланетянина Мисливця (англ. Quester) та кібернетичну свідомість Мислителя (англ. Thinker). Самого ж Блейка ці свідомості називають Оборотень (англ. Changer).
Час від часу свідомості інопланетян беруть верх в керуванні тілом, і коли головувала свідомість Мисливця, він забрідає до дому сенатора Чандлера Гортона і його доньки Елін, які розповідають йому про історію минулих 2 століть.
В питанні колонізації нових планет точиться дискусія відносно біоінженерної адаптації колоністів до нових умов, прихильником чого є сенатор, чи коштовного тераформування планет, до якої прихильний сенатор Соломон Стоун.
Часта втрата контролю за тілом турбує Блейка, і він в своєму автоматизованому мобільному будинку відправляється на консультацію до лікаря Майкла Деніельса.
Сюжет розбавлено вставками про технологічні дива, такі як:
- автоматизовані літаючі будинки зі штучним інтелектом,
- інтерактивні 3D-шоу віртуальної реальності з передачею смаку і дотику,
- кораблі-контейнеровози, що левітують під сушею.

Чи про сучасних «брауні» — інопланетний вид, що проник на Землю, і не був у захваті від земних технологій та культури, але йому полюбилось жити в земних лісах.
Одного з них Блейк сприйняв за галюцинацію, прогулюючись в лісі.
Сенатські слухання розкривають історію походження Блейка.
Він, «змодельована» людина, — це експериментальна технологія в двох екземплярах, завдання якої — вивчити дивні нові світи та вбити чужі форми життя, щоб дізнатись про них все.
Зловісний процес проходив би приблизно так:
1. Дослідницький корабель приземлиться на планеті, і “домінуючі види планети будуть захоплені та скановані”.
2. Дані будуть в судновому комп’ютері, щоб передаватися змодельованій людині, яка стане «точною копією істоти». Оригінальна істота загине в процесі сканування.
3. Копія оригінальної істоти мандрує планетою та проводить її «дослідження». Людський менталітет, пам’ять та ідентичність залишаються - «глибоко сублімірованими». Через заданий час інопланетна копія повернеться на корабель і перетвориться назад у людську форму, де передасть свій досвід «в тілі інопланетянина» в бортовий комп'ютер.

Але щось пішло не так! Сублімірована людська свідомість не вигнала чужу свідомість. Вони існували разом, а потім і утрьох. Екіпаж, переляканий тим, чим став Ендрю, викидає його в космос. На Землі Ендрю не пам’ятає свого минулого чи причин своєї незвичної поведінки (коли чужа свідомість бере гору і перетворює тіло в інші форми).
В лікарні, раптово заволодівши тілом, свідомість Мисливця наводить жаху на персонал і тікає в гори. За ним ведуть полювання. Блейк поступово вчиться домовлятись з іншопланетними свідомостями і зрештою вони стають кровними братами по розуму. Мирно втікти з пастки трійці допомагає Елін.
Зрештою Космічна Служба пропонує Блейку, самодостатній космічний корабель, щоб покинути Землю, оскільки в нього багато справ у космосі, де він зможе «досліджувати» нові раси і долучати їх до свого інтелекту, який на його думку є найбільшою цінністю у Всесвіті.
Також Блейк, пригнічений тим, що не має власного «я» і не є повноцінною людиною, оскільки в нього була завантажена свідомість молодого фізика Теді Робертса, яка ще досі існує в електронному банку; та холодним відношенням Елін до нього.
Але вже після старту корабля, зі схованки з'являється Елін і розкриває свої почуття до Блейка. Вона є другою «змодельованою» людиною, яка моделювала дочку сенатора після смертельного інциденту.